# Chancel Mbemba
Chancel Mbemba Mangulu (* 8. August 1994 in Kinshasa, Zaire) ist ein kongolesischer Fußballspieler. Der  Abwehrspieler kann sowohl als Innen- sowie Rechtsverteidiger eingesetzt werden.

## Karriere
Mbemba spielte in seiner Jugend für die kongolesischen Hauptstadtvereine ES La Grace, Mputu und FC MK Etanchéité. Für letzteren absolvierte er 2011 auch seine ersten Begegnungen in der heimischen zweiten Liga. Anschließend wechselte er in den Nachwuchsbereich des RSC Anderlecht nach Belgien. Dort gab er in der Saison 2013/14 sein Erstligadebüt, spielte außerdem in der UEFA Champions League und gewann die nationale Meisterschaft.
Im Sommer 2015 unterschrieb er dann einen Vertrag beim englischen Verein Newcastle United in der Premier League. Seit 2018 spielt er nun für den FC Porto und gewann dort 2020 das Triple aus Meisterschaft, Pokalsieg und dem Supercup.
Im Sommer 2022 wechselte er zum französischen Erstligisten Olympique Marseille.

## Nationalmannschaft
Seit 2012 spielt Mbemba für die kongolesische A-Nationalmannschaft und nahm mit ihr am Afrika-Cup 2013 (ohne Einsatz), 2015 (6 Spiele/0 Tore), 2017 (4 Spiele/2 Tore) und 2019 (3 Spiele/1 Tor) teil. In mittlerweile 58 Länderspielen erzielte der Innenverteidiger vier Treffer.

## Erfolge
- Torneo di Viareggio: 2013
- Belgischer Meister: 2014
- Portugiesischer Meister: 2020
- Portugiesischer Pokalsieger: 2020
- Portugiesischer Superpokal: 2020